# Dirhinus deplanatus
Dirhinus deplanatus är en stekelart som beskrevs av Boucek och T.C. Narendran 1981. Dirhinus deplanatus ingår i släktet Dirhinus och familjen bredlårsteklar. Inga underarter finns listade i Catalogue of Life.